# NGC 5258
NGC 5258 ist eine Spiralgalaxie im Sternbild Jungfrau. Sie ist etwa 300 Millionen Lichtjahre von der Milchstraße entfernt und wechselwirkt mit NGC 5257. Halton Arp gliederte seinen Katalog ungewöhnlicher Galaxien nach rein morphologischen Kriterien in Gruppen. Diese Galaxie gehört zu der Klasse Galaxien mit Anzeichen für eine Aufspaltung.
Die Galaxie wurde am 13. Mai 1793 von dem deutsch-britischen Astronomen Wilhelm Herschel entdeckt.